# Anything (cântec de JoJo)
Anything este cel de-al treilea single extras de pe albumul The High Road, al interpretei de origine americană, JoJo.

## Poziții în clasamente
| Clasamentul (2007)               | Cea mai înaltă poziție ocupată |
| -------------------------------- | ------------------------------ |
| European Hot 100 Singles         | 57                             |
| Irish Singles Chart              | 18                             |
| UK Singles Chart                 | 21                             |
| U.S. Billboard Top 40 Mainstream | 38                             |